# كليمنس شيك
كليمنس شيك (بالألمانية: Clemens Schick) ولد في توبينغن (ألمانيا) 15 فبراير1972، هو الممثل الألماني

## أفلامه

### في التلفاز
- 2007-2001 :القضية لمدة سنتين 4 حلقات في دور : كريستيان يدنفيلد
- 2008 :شباب برلين (فيلم تلفزيوني)
- 2008 : سعيا وراء الكنز المنسي (فيلم تلفزيوني)
- 2008 :[ برئ] (Unschuldig) في دور: ماركو لورنز (سلسلة تلفزيونية، 12 حلقة)
- 2010 : الحيتان السرية (فيلم تلفزيوني)
- 2012 : سعيا من غرفة العنبر (فيلم تلفزيوني)
- 2013 : هروب اللقالق (فيلم تلفزيوني)
- 2015 :كسر نقطة في دور: الروش

## وصلات خارجية
- كليمنس شيك على موقع IMDb (الإنجليزية)
- كليمنس شيك على موقع مونزينجر (الألمانية)
- كليمنس شيك على موقع ألو سيني (الفرنسية)
- كليمنس شيك على موقع أول موفي (الإنجليزية)
- كليمنس شيك على موقع قاعدة بيانات الأفلام السويدية (السويدية)
- كليمنس شيك على موقع قاعدة بيانات الفيلم (الإنجليزية)
- كليمنس شيك على موقع كينوبويسك (الروسية)

- Notices d'autorité : Fichier d'autorité international virtuel • Gemeinsame Normdatei
- (en) Clemens Schick sur l’Internet Movie Database
- (de) Clemens Schick